# Кречун, Станислав Владимирович
Станислав Владимирович Кречун (род. 4 июля 1971) — российский и узбекистанский регбист, выступавший на позициях полузащитника схватки и блуждающего полузащитника, тренер.

## Биография
В 1992 году — в ташкентской «Звезде». В чемпионатах России выступал за команды «Вест-Звезда» (Калининград; возникла после переезда из Ташкента), «Пенза», «Новокузнецк», «Булава». В составе «Вест-Звезды» серебряный призёр чемпионата России 1995 года, бронзовый призёр чемпионата России 1994 года, обладатель Кубка России 1994 года. В составе «Пензы» серебряный призёр чемпионата России 1997 года, бронзовый призёр чемпионата России 1998 и 2000 годов. За рубежом выступал в составе французского «Кастельжалу» и польской «Арки», двукратный чемпион Польши (2004, 2005). В 2014 году выигрывал чемпионат Балтии в составе ветеранов Калининградского регби (клуб Oldboys 2014), совмещая это с тренерской работой.
Выступал за сборную России в 1997—1999 годах, проведя восемь матчей; стал победителем Второго дивизиона Кубка европейских наций 1999—2000 (en:2000 European Nations Cup Second Division; провёл один матч из трёх фактически состоявшихся матчей сборной России). В 2016 году играл за сборную Узбекистана.